# Gustaf Murray (militär)
Se Gustaf Murray för biskopen.
Gustaf Vilhelm Murray, född 18 januari 1905 i Smålands artilleriregementes församling i Jönköpings län, död 13 november 1992 i Kristianstads Heliga Trefaldighets församling i Kristianstads län, var en svensk militär.

## Biografi
Murray avlade studentexamen vid Beskowska skolan i Stockholm 1924. Han avlade officersexamen vid Krigsskolan 1926 och utnämndes samma år till fänrik vid Svea artilleriregemente, där han befordrades till underlöjtnant 1928 och till löjtnant 1931. Han gick Allmänna artillerikursen vid Artilleri- och ingenjörhögskolan 1928–1930 och tjänstgjorde även vid Karlsborgs artilleriregemente. Han befordrades till kapten vid Svea artilleriregemente 1939 och inträdde 1941 i Fälttygkåren. Vid denna tid tjänstgjorde han i Försvarsstaben, var sakkunnig i 1946 års militära förvaltningsutredning och var biträdande militärattaché vid ambassaden i Köpenhamn. År 1948 befordrades han till major i Fälttygkåren, varpå han var chef för Ammunitionsförrådsbyrån i Tygavdelningen i Arméförvaltningen 1948–1954, befordrades till överstelöjtnant i Fälttygkåren 1954 och var chef för Ammunitionsförrådsbyrån vid Armétygförvaltningen 1954–1965. Murray befordrades till överste i Fälttygkåren 1958. Han är begravd på Vittskövle kyrkogård.

## Utmärkelser
- Riddare av första klass av Svärdsorden, 1947.[18]